# Tantilla tritaeniata
Tantilla tritaeniata — вид змій родини полозових (Colubridae). Ендемік Гондурасу.

## Поширення і екологія
Tantilla tritaeniata є ендеміками острова Гуанаха в групі островів Іслас-де-ла-Байя в Карибському морі. Вони живуть у вологих тропічних лісах.

## Збереження
МСОП класифікує цей вид як такий, що перебуває на межі зникнення. Tantilla tritaeniata загрожують руйнівні урагани, такі як ураган Мітч 1998 року.